# Tetjana Posdnjakowa
Tetjana Posdnjakowa (ukrainisch Тетяна Позднякова, engl. Transkription Tetyana Pozdnyakova; * 4. März 1956 in Sosnowo-Oserskoje) ist eine ehemalige ukrainische Mittel- und Langstreckenläuferin.

## Leben
Bei den Crosslauf-Weltmeisterschaften wurde sie 1981 in Madrid Neunte und 1982 in Rom Elfte, wobei sie jeweils mit der sowjetischen Mannschaft Gold gewann. Bei den Leichtathletik-Europameisterschaften 1982 in Athen wurde sie Vierte über 3000 m. 1983 gewann sie bei den Crosslauf-WM in Gateshead Bronze in der Einzel- und Silber in der Mannschaftswertung. Bei den Leichtathletik-Halleneuropameisterschaften 1984 in Göteborg holte sie Silber über 3000 m. Mit einem 19. Platz bei den Crosslauf-WM 1985 trug sie erneut zu einem Silbergewinn der sowjetischen Mannschaft bei. Bei den Leichtathletik-Weltmeisterschaften 1991 in Tokio belegte sie über 10.000 m den 13. Platz.
1994 wurde sie Zweite beim Houston-Marathon, 1995 siegte sie ebendort sowie beim Philadelphia-Halbmarathon und wurde Siebte beim Chicago-Marathon. 1996 kam sie in Houston als Erste ins Ziel, wurde aber positiv auf die in Erkältungsmitteln enthaltenen Substanzen Pseudoephedrin und Ephedrin getestet und daraufhin disqualifiziert. 1997 gewann sie den Cleveland-Marathon. Im Jahr darauf verteidigte sie ihren Titel in Cleveland und wurde Fünfte in Chicago. 1999 siegte sie in Houston, wurde Zweite in Cleveland und gewann den Ocean State Marathon. 2000 triumphierte sie zum dritten Mal in Houston, siegte beim Naples-Halbmarathon und wurde Vierte beim Twin Cities Marathon. 
2001 wurde sie Vierte beim Pittsburgh-Marathon und stellte als Siegerin beim Ocean State Marathon mit 2:30:28 h eine Weltbestzeit für die Altersklasse W45 auf. Im Jahr darauf verbesserte sie als Zweite beim Los-Angeles-Marathon diese Marke auf 2:30:26 h, siegte beim Flying Pig Marathon (Cincinnati) und wurde mit dem aktuellen Altersklassenrekord von 2:29:00 h Zweite beim Ocean State Marathon. 2003 und 2004 siegte sie in Los Angeles, und 2005 wurde sie dort Fünfte mit 2:31:05 h, dem aktuellen Rekord der Altersklasse W50. 2006 folgte einem sechsten Platz in Los Angeles ein Sieg beim Austin-Marathon.
1980 und 1989 wurde sie sowjetische Meisterin über 3000 m, 1989 über 5000 m und 1991 über 10.000 m. Ukrainische Meisterin wurde sie 1992 über 1500 m und 1995 über 10.000 m.

## Persönliche Bestzeiten
- 800 m: 1:57,5 min, 21. August 1982, Podolsk
- 1000 m: 2:34,13 min, 1. September 1982, Athen
- 1500 m: 3:56,50 min, 27. Juli 1982, Kiew
  - Halle: 4:06,4 min, 5. Februar 1983, Moskau
- 2000 m: 5:29,64 min, 4. August 1984, Moskau
- 3000 m: 8:32,0 min, 11. August 1984, Rjasan
  - Halle: 8:55,13 min, 19. Februar 1982, Moskau
- 5000 m: 15:16,37 min, 24. Juli 1989, Gorki
  - Halle: 15:51,24 min, 3. Februar 1990, Tscheljabinsk
- 10.000 m: 31:48,94 min, 7. Juli 1983, Odessa
- Halbmarathon: 1:11:22 h, 12. Juni 1993, Sankt Petersburg
- Marathon: 2:29:00 h, 13. Oktober 2002, Providence